# Риста Ковачевич
Риста Ковачевич (на сръбски: Риста Ковачевић или Rista Kovačević) е балетист от Сърбия.

## Биография
Роден е на 27 август 1925 година в южномакедонския български град Струга, тогава в Кралството на сърби, хървати и словенци. Завършва четвърти гимназиален клас в Белград в 1940 година и три класа в Държавното театрално училище, отдел балет, в Нови Сад. В 1948 година започва кариера като балетист в Художествения ансамбъл на Централния дом на Югославската народна армия. След това по молба на Сръбския народен театър заминава за Нови Сад, където участва в основаването на балетен ансамбъл. От 1 март 1950 година до 31 август 1953 година играе в балетния ансамбъл на Сръбския народен театър. Дебютира като солист в 1950 година като Един роб в „Шехерезада“. Играе характерни роли.
Известни роли на Ковачевич са Царевич Иван в „Нощ на голия връх“ на Модест Мусоргски и Николай Римски-Корсаков, Абдурахман в „Раймонда“ на Александър Глазунов, Гирей в „Бахчисарайски фонтан“ на Борис Асафиев, Мирко в „Дявол в селото“ на Фран Лотка.